# 富山村 (愛知縣)
富山村（日语：／ Tomiyama mura */?）是一位于日本愛知縣東北端的一個已不存在的村，屬北設樂郡下屬行政區之一。富山村曾是日本全國除了離島以外的市町村中人口最少的村，但在2005年11月27日併入隔鄰的豐根村。之後此「日本本土人口最少之村」的頭銜，則是讓給了高知縣土佐郡大川村。